# Bžany (Teplicei járás)
Bžany település Csehországban, Teplicei járásban. Bžany Rtyně nad Bílinou, Světec, Ohníč, Bystřany, Kladruby, Kostomlaty pod Milešovkou és Žalany településekkel határos. Lakosainak száma 917 fő (2024. január 1.).

## Népesség
A település lakosságának változását az alábbi diagram mutatja:
| Lakosok száma | 1184 | 1489 | 2124 | 1351 | 916  | 705  | 877  | 886  | 904  | 917  |
|               | 1869 | 1890 | 1921 | 1950 | 1980 | 2001 | 2017 | 2019 | 2022 | 2024 |